# Campionati europei di nuoto artistico 2025 - Duo libero misto
La gara dal duo libero misto ai campionati europei di nuoto artistico 2025 si è svolta il 4 giugno 2025 presso il Penteada Olympic Swimming Pools Complex di Funchal. Hanno preso parte alla competizione 6 squadre nazionali

## Risultati
| Pos. | Atleti                            | Squadra       | DD    | EL       | AI       | Punti    | Pen |
| ---- | --------------------------------- | ------------- | ----- | -------- | -------- | -------- | --- |
|      | Dennis Gonzalez Boneu Iris Tio    | Spagna        | 36.80 | 114.5242 | 183.9000 | 290.4242 | 8.0 |
|      | Filippo Pelati Lucrezia Ruggiero  | Italia        | 45.55 | 126.2300 | 162.6000 | 288.8300 |     |
|      | Holly Hughes Ranjuo Tomblin       | Gran Bretagna | 41.25 | 125.1990 | 157.9000 | 283.0990 |     |
| 4    | Daniel Ascenso Filippa Paria      | Portogallo    | 27.70 | 71.6512  | 139.6000 | 211.2512 |     |
| 5    | Frithjof Seidel Daria Tonn        | Germania      | 22.95 | 61.5591  | 129.6500 | 191.2091 |     |
| 6    | Hristina Cherkezova Dimitar Isaev | Bulgaria      | 23.40 | 57.5017  | 124.8500 | 182.3517 |     |